# Río Om
El río Om (en ruso Река Омь) es un largo río siberiano, un afluente por la margen izquierda del río Irtysh. Su curso tiene una longitud de 1091 km y drena una cuenca de 52 600 km² (mayor en extensión que Costa Rica (126.º) Eslovaquia (127.º)). Desde su fuente a la desembocadura en el Ártico, a través del Irtysh y del Obi bajo, sus aguas recorren uno de los grandes cursos que discurren íntegramente por el país (1091+1831+1162=4084 km).
Administrativamente, el río discurre por el óblast de Omsk y el óblast de Novosibirsk de la Federación Rusa.

## Geografía

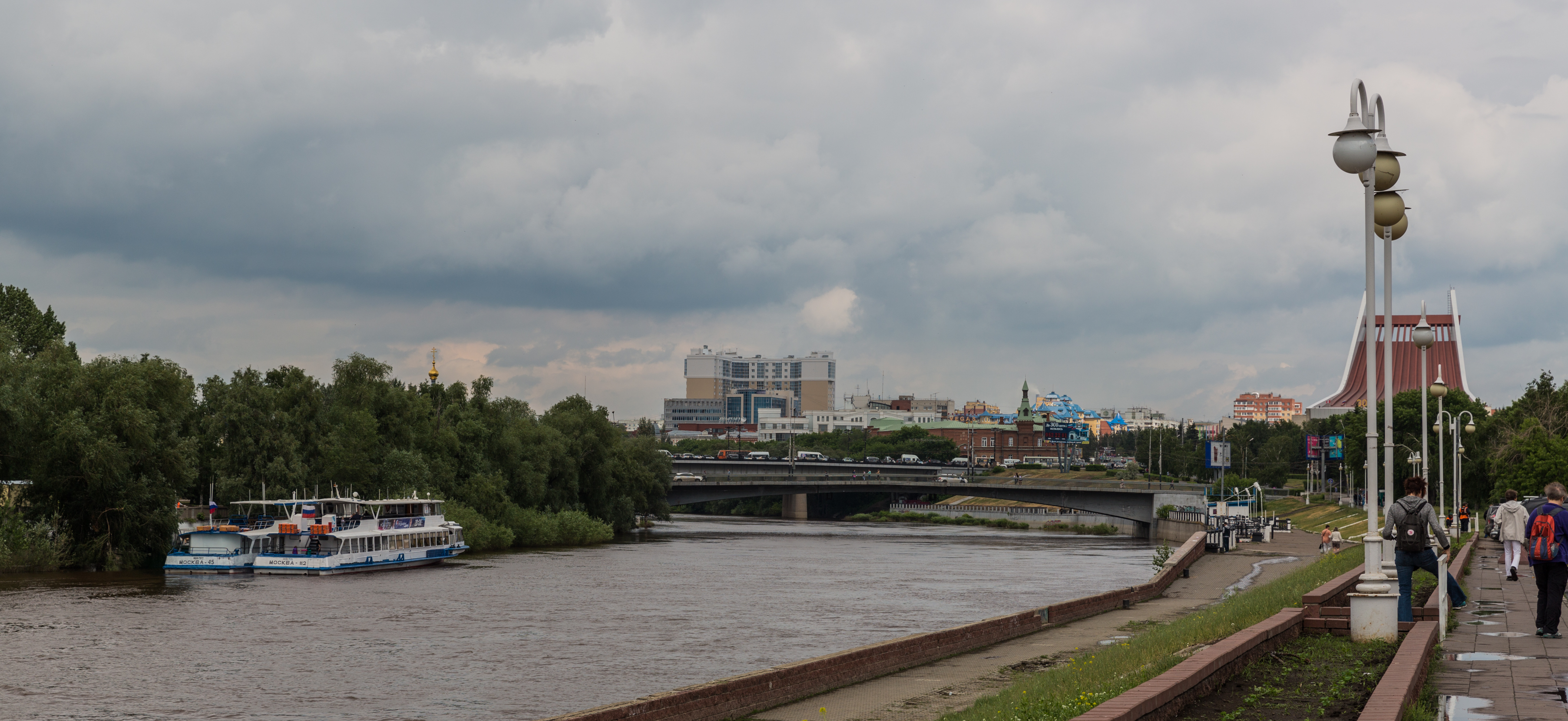
El Om en Omsk

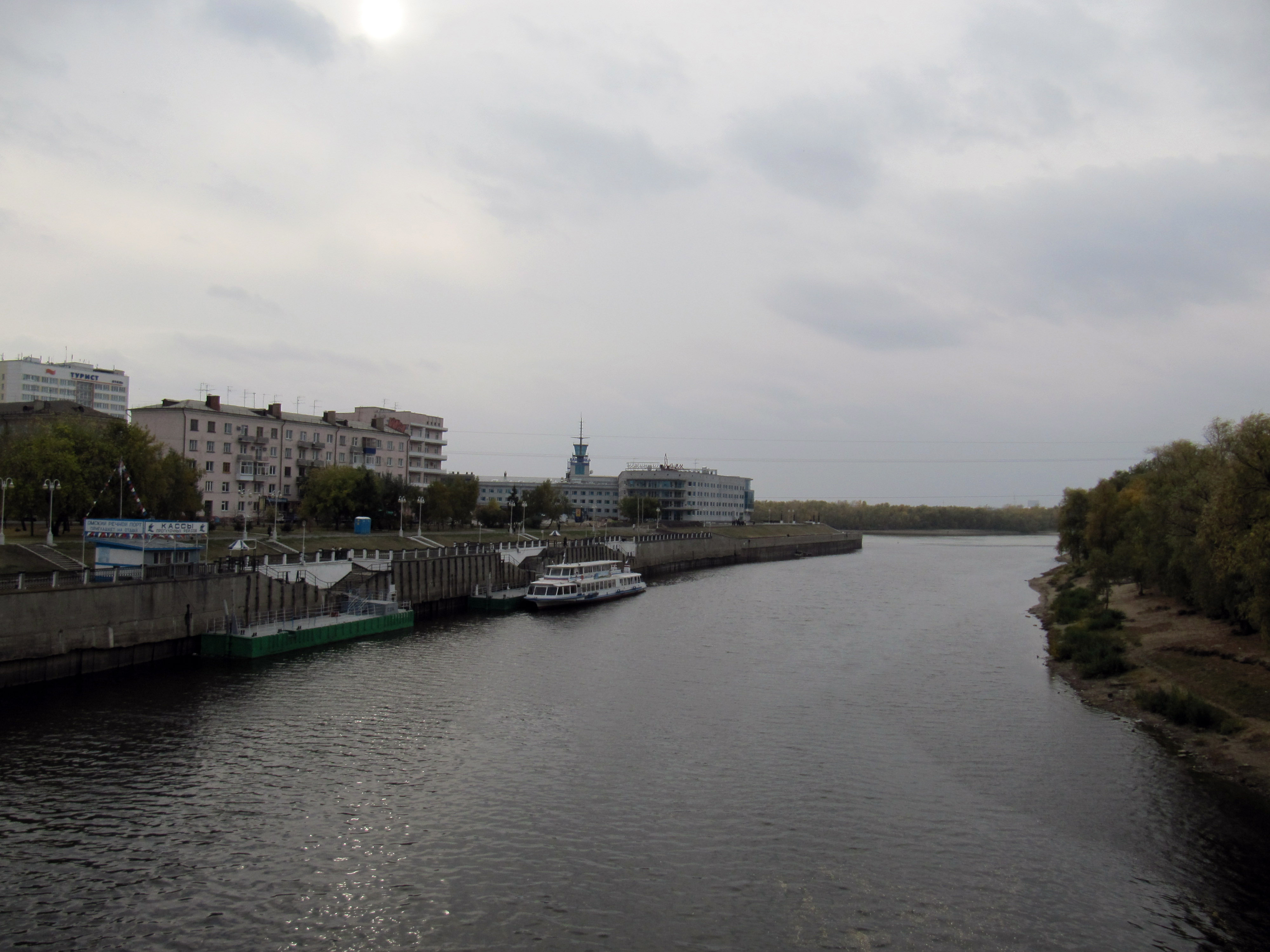
Otra vista del Om en Omsk

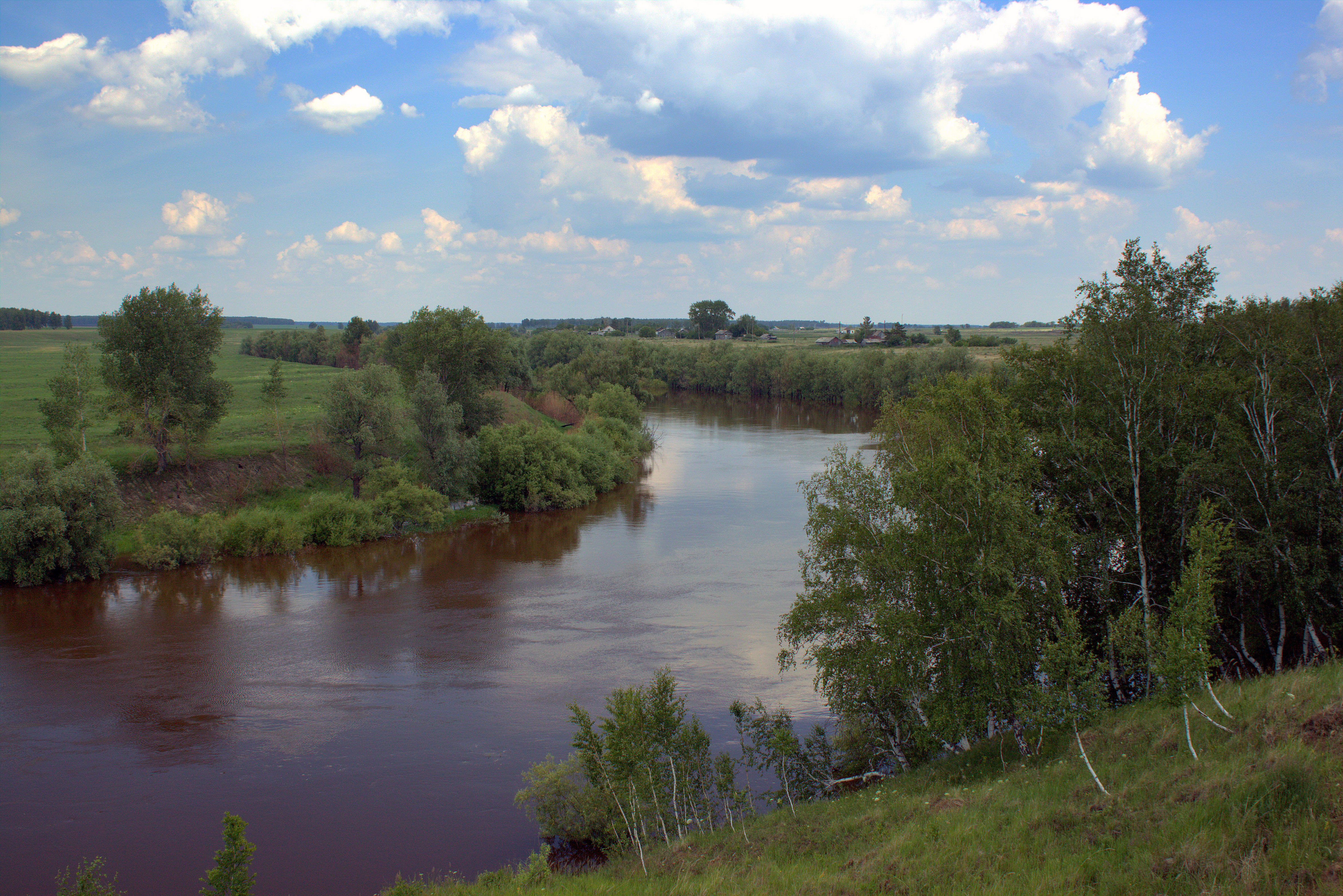
El Om en el pueblo de Old Riga

El río Om nace en la región de los pantanos de Vasiugán, en el límite de los óblasts de Novossibirsk y Omsk. Discurre en dirección oeste, desaguando por la derecha en el río Irtych (en el km. 1831), en la capital siberiana de Omsk.
Sus principales afluentes son los ríos Icha (Ича) (240 km de longitud y una cuenca de 3300 km²), Ougourmanka, Ouzakla, Kama (Кама) y el más largo de todos, el río Tartas (Тартас) (566 km de longitud y una cuenca de 16 200 km²).
El río Om baña las localidades de Barabinsk (30 700 hab. en 2007), Kalatchinsk (23 607 hab. en 2008), Kouïbychev (48 200 hab. en 2007) y la capital, Omsk (1 131 100 hab. en 2008).
Al igual que todos los ríos siberianos, sufre largos períodos de heladas (seis meses al año, desde finales de octubre-noviembre hasta finales de abril-principios de mayo) y amplias extensiones de suelo permanecen permanentemente congeladas en profundidad (permafrost). Al llegar la época del deshielo, inunda amplias zonas que convierte en terrenos pantanosos.

### Tributarios
(km de la boca)
Óblastde Omsk
- 86 км: Tarbuga (Тарбуга) (dcha.)
- 236 км: Achairka (Ачаирка) (dcha.)
- 301 км: Elanka (Еланка) (dcha.)

Óblast de Novosibirsk
- 358 км: Tarka (Тарка) (dcha.)
- Danilovka (Даниловка) (izqda.)
- 510 км: Tartas (Тартас) (dcha.)
- 529 км: Kama (Кама) (dcha.)
- 531 км: Kulas (Кулас) (izqda.)
- 584 км: Icha (Ича) (dcha.)
- 644 км: Uzakla (Узакла) (dcha.)
- 670 км: Kazyk (Казык) (izqda.)
- 820 км: Condusla (Кондусла) (izqda.)
- 862 км: Ugurmanka (Угурманка) (izqda.)
- 877 км: Ryabkovka (Рябковка) (dcha.)
- 912 км: canal de drenaje (dcha.)
- 918 км: canal de drenaje (izqda.)
- 919 км: canal de drenaje (Осиновый) (izqda.)
- 935 км: Musiha (Мусиха) (izqda.)
- 946 км:  Amgut (Амгут) (dcha.)
- 959 км: Ubinka (Убинка) (izqda.)
- 993 км: Icha (Ича) (dcha.)
- 1017 км: Sencha  (Сенча) (izqda.)
- 1031 км: Lyacha (izqda.)